# گل‌های گرمسیری
گل‌های گرمسیری یک مجموعه تلویزیونی محصول سال ۱۳۸۷–۱۳۸۶ به کارگردانی، نویسندگی محمدمهدی عسگرپور و تهیه‌کنندگی محمدصادق جلالی می‌باشد که در پائیز ۱۳۸۷ از شبکه یک پخش شد.
داستان این مجموعه دربارهٔ تعطیلی دانشگاه‌ها قبل از جنگ ایران و عراق است که باعث رفتن دانشجویان می‌شود و ناهید و رسول هم از هم جدا می‌شوند. رسول برای شرکت در جنگ عازم خرمشهر می‌شود و…
سایر عوامل:
تهیه کننده/
صادق جلالی
مدیرتولید/بهرام فرهادی
برنامه ریز و دستیار:وحید کاشی
منشی صحنه/لیلا رنگرزان

## بازیگران
- آتیلا پسیانی
- بهنوش طباطبایی
- اشکان خطیبی
- پرویز فلاحی‌پور
- مریم بوبانی
- روناک یونسی
- عمار تفتی
- حدیث میرامینی
- حشمت آرمیده
- رحمان باقریان
- زهره صفوی
- علی گلزاده
- لیلی تقوی
- محمد صادقی (بازیگر)
- مژگان غلامی
- مهدی ساکی
- مهدی موسی‌خانی
- نازآفرین کاظمی
- هلیا وشاحی
- هومن کیایی